# Falso amanecer

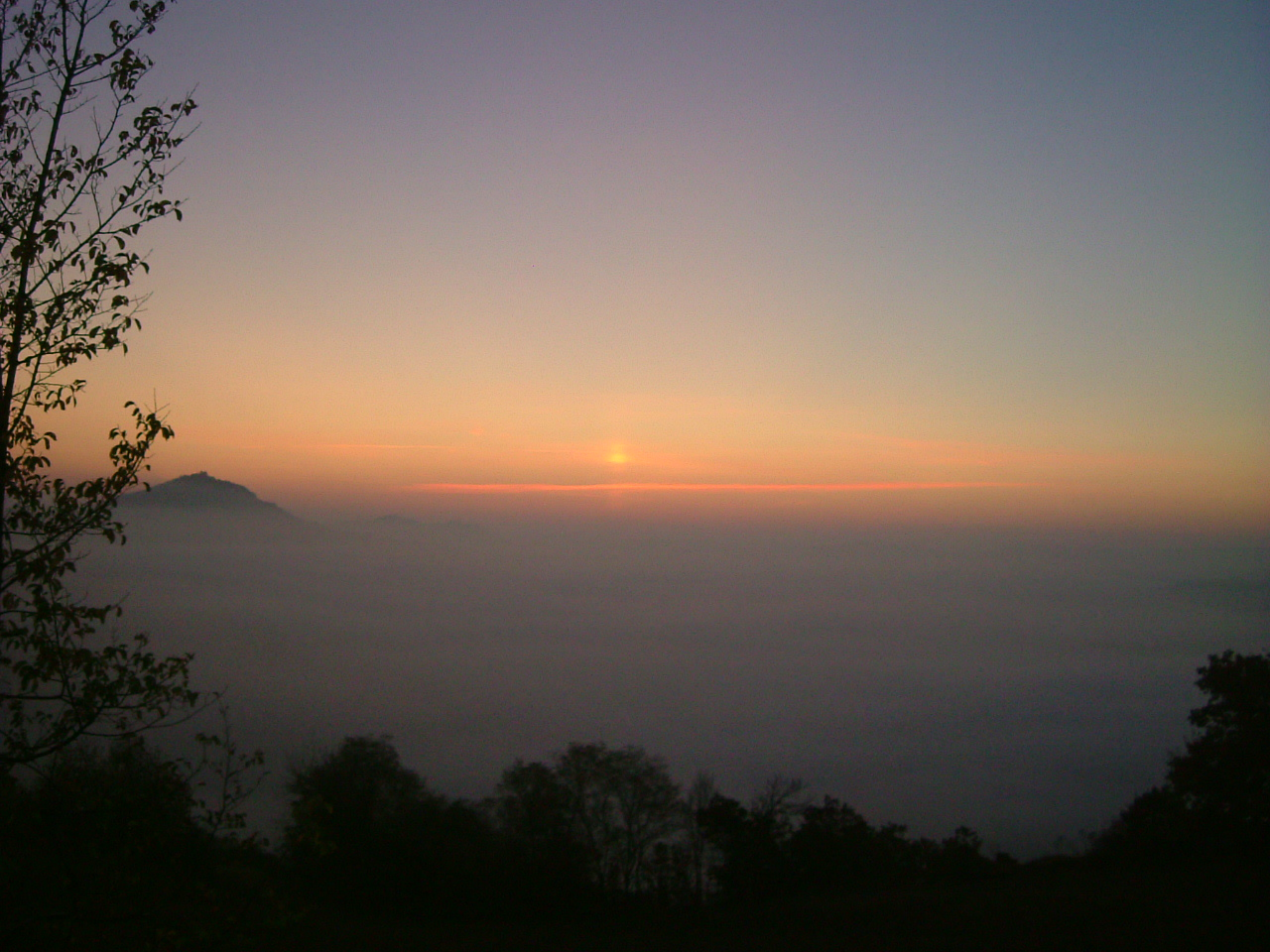
Un "falso amanecer" (en forma de un pilar de luz superior fragmentario) visto cerca de Bolonia, Italia, en octubre de 2008. Tenga en cuenta el efecto de "reflejo del lago" que no es real porque no hay agua en el medio.

Un falso amanecer es cualquiera de varios fenómenos ópticos atmosféricos en los que el Sol parece haber salido, pero en realidad todavía está a cierta distancia por debajo del horizonte. Varias condiciones atmosféricas diferentes pueden ser responsables de este efecto, todas las cuales desvían la luz del sol de tal manera que le permiten llegar al ojo del observador, dando así la impresión de que la luz proviene directamente del propio Sol. La propagación de la luz a veces puede ser engañosamente similar a un sol verdadero.
Varios fenómenos atmosféricos que alternativamente pueden llamarse "falso amanecer" son:
- Simple reflejo de la luz del sol en el fondo de las nubes.
- Un tipo de halo de cristal de hielo, como un arco tangente superior o, más comúnmente, un pilar solar superior (similar a un subsol, pero que se extiende por encima del sol en lugar de por debajo). Como todos los halos, estos fenómenos son causados por la reflexión y/o refracción de la luz solar por cristales de hielo suspendidos en la atmósfera, a menudo en forma de nubes cirros o cirrostratos. La temperatura en el suelo es irrelevante para su aparición, lo que significa que los halos se pueden ver durante todo el año y en todos los climas.
- Una especie de espejismo, concretamente el efecto Nueva Zembla. Restringido principalmente a las regiones polares, este fenómeno recibió su nombre de su primera observación en Novaya Zemlya durante la tercera expedición polar dirigida por Willem Barentsz en 1596/97, cuando el Sol se vio sobre el horizonte "en toda su redondez"[1] dos semanas antes de su regreso previsto tras la noche polar. El relato, escrito por el oficial Gerrit de Veer, fue recibido con escepticismo general durante siglos, y no fue hasta los tiempos modernos que se demostró que el efecto era genuino.[2]